# Thijs Bouma
Thijs Bouma (* 2. April 1992 in Hardenberg) ist ein niederländischer ehemaliger Fußballspieler.

## Karriere
2009 kam Bouma vom VV Hardenberg zum FC Twente Enschede. Bis 2010 spielte er in der Enscheder Jugendmannschaft, ab dann für die zweite Mannschaft. Er stand im Dezember 2011 beim Europa-League-Spiel gegen Wisła Krakau sogar im Kader der ersten Mannschaft, kam aber nicht zum Einsatz. Im August 2012 wurde er kurz vor Ende der Transferperiode bis 2013 an den VfL Osnabrück ausgeliehen. Nach Ende der Leihe kehrte er nach Enschede zurück. Er spielte für das Nachwuchsteam und ging 2014 zu Almere City FC. Nach einer Saison als Stammspieler wechselte er zu De Graafschap. Er erlitt eine Beinfraktur und konnte nur 6 Partien absolvieren. Nach der Saison wurde der Vertrag nicht verlängert, und Bouma beendete seine kurze Karriere.